# Пруссия (провинция)
Пруссия (нем. Preußen) — провинция Прусского государства, созданная де-факто в 1824 году (де-юре в 1829 году). С 1871 года — часть единой Германии. Столица — город Кёнигсберг. Была снова упразднена в 1878 году путём возврата к Западной и Восточной Пруссии в границах, существующих до их объединения. Название «Пруссия» отсылает здесь к исторической территории Прусского королевства, образованного в 1701 году.

## История
После Первого раздела Польши (1772) прусскому королю Фридриху II досталась находящаяся ранее в подчинении польской короны так называемая Королевская Пруссия за исключением городов Данциг (Гданьск) и Торн (Торунь), которые также были присоединены несколько позже — после Второго раздела Польши). На приобретённых территориях в 1773 году была образована провинция Западная Пруссия. В этом же году было ликвидировано автономное Варминское княжество, территория которого вместе с исторической территорией Прусского королевства образовала провинцию Восточная Пруссия. Таким образом, королевство Пруссия к 1773 году состояло из трёх административных единиц — Западной Пруссии, Восточной Пруссии и особого Нетцкого округа. Последний уже в 1775 году был полностью интегрирован в Западную Пруссию. Таким образом, Гогенцоллернам удалось объединить под своей властью все прусские земли, поэтому прусский король официально получил право называться королём Пруссии (нем. König von Preußen) вместо прежнего обозначения король в Пруссии (нем. König in Preußen). В результате последующих разделов Польши Данциг и Торн также вошли в состав Западной Пруссии. Кроме того, в составе Прусского королевства были также образованы провинции Южная Пруссия и Новая Восточная Пруссия.
В 1824 году после отставки обер-президента Восточной Пруссии его функции перенял обер-президент Западной Пруссии Генрих фон Шён, переместив также и свою резиденцию в столицу Восточной Пруссии — Кёнигсберг. В декабре 1829 года объединение Западной и Восточной Пруссии в единую провинцию было закреплено и законодательно. Однако уже к 1 апреля 1878 года провинция Пруссия прекратила своё существование и была снова разделена на две самостоятельные провинции — Западную Пруссию и Восточную Пруссию в их прежних границах.

## Административное устройство

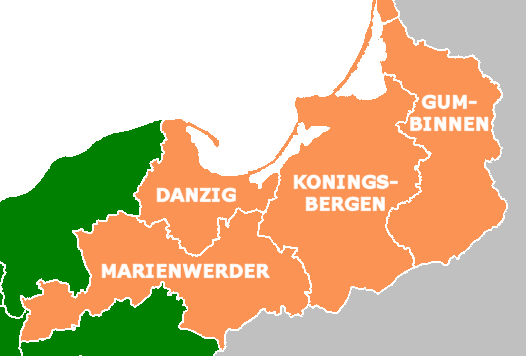
Округа провинции Пруссия, 1868

Территория провинции складывалась из четырёх административных округов:
- Западная Пруссия
  - Административный округ Данциг, центр — Данциг
  - Административный округ Мариенвердер, центр — Мариенвердер
- Восточная Пруссия
  - Административный округ Кёнигсберг, центр — Кёнигсберг
  - Административный округ Гумбиннен, центр — Гумбиннен

## Список обер-президентов провинции
Пост обер-президента введён в Пруссии согласно указу от 30 апреля 1815 года об улучшении организации провинциального управления (нем. Verordnung wegen verbesserter Einrichtung der Provinzial-Behörden).
|   | Годы      | Обер-президент              |
| - | --------- | --------------------------- |
| 1 | 1829—1842 | Генрих Теодор фон Шён       |
| 2 | 1842—1848 | Карл Вильгельм фон Бёттихер |
| 3 | 1848—1849 | Рудольф фон Ауэрсвальд      |
| 4 | 1849—1850 | Эдуард фон Флотвел          |
| 5 | 1850—1868 | Франц Август Эйхман         |
| 6 | 1869—1878 | Карл фон Хорн               |

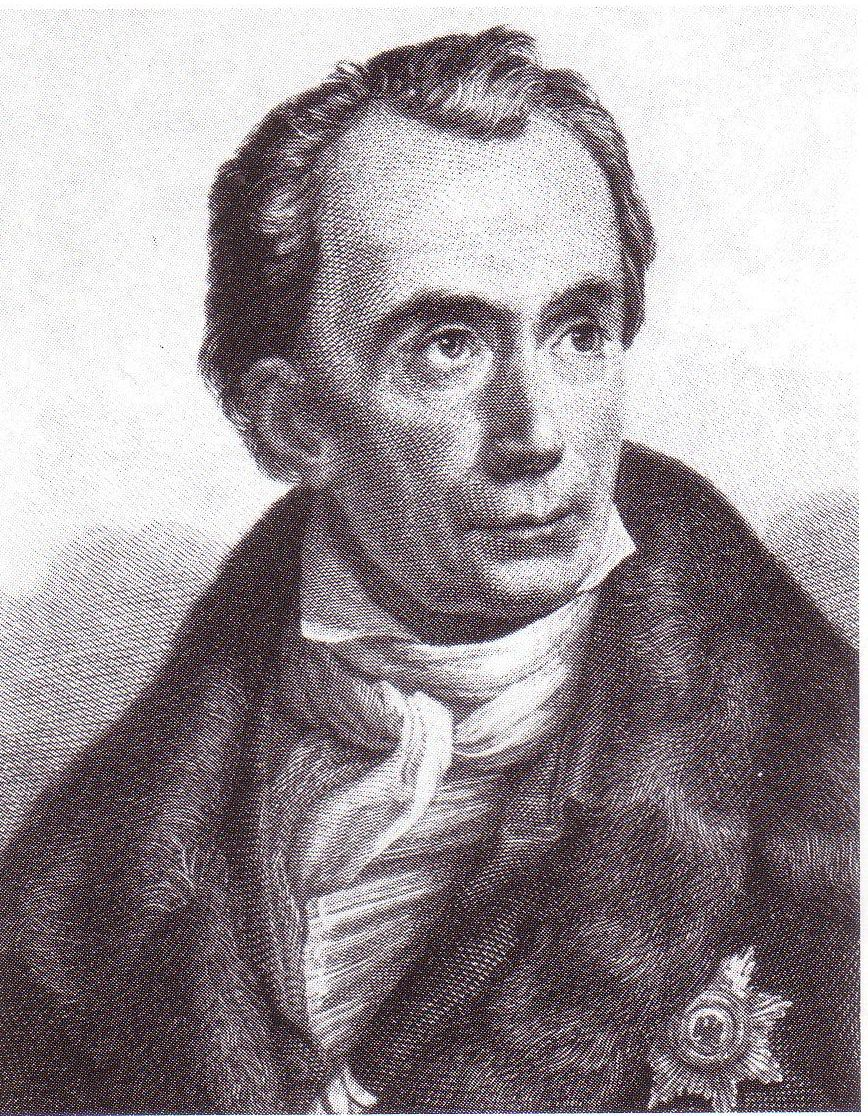
Генрих фон Шён

Генрих фон Шён занимал должность обер-президента провинции Западная Пруссия с 1815 года. В 1824 году он также возглавил и провинцию Восточная Пруссия. В 1829 обе провинции были объединены официально, и Шён стал обер-президентом единой провинции Пруссия.